# Paul Mankiewitz
Paul Mankiewitz (* 7. November 1857 in Mühlhausen; † 22. Juni 1924 auf seinem Gut Selchow bei Storkow / Mark Brandenburg) war ein deutscher Bankmanager und von 1919 bis 1923 Sprecher der Deutschen Bank.

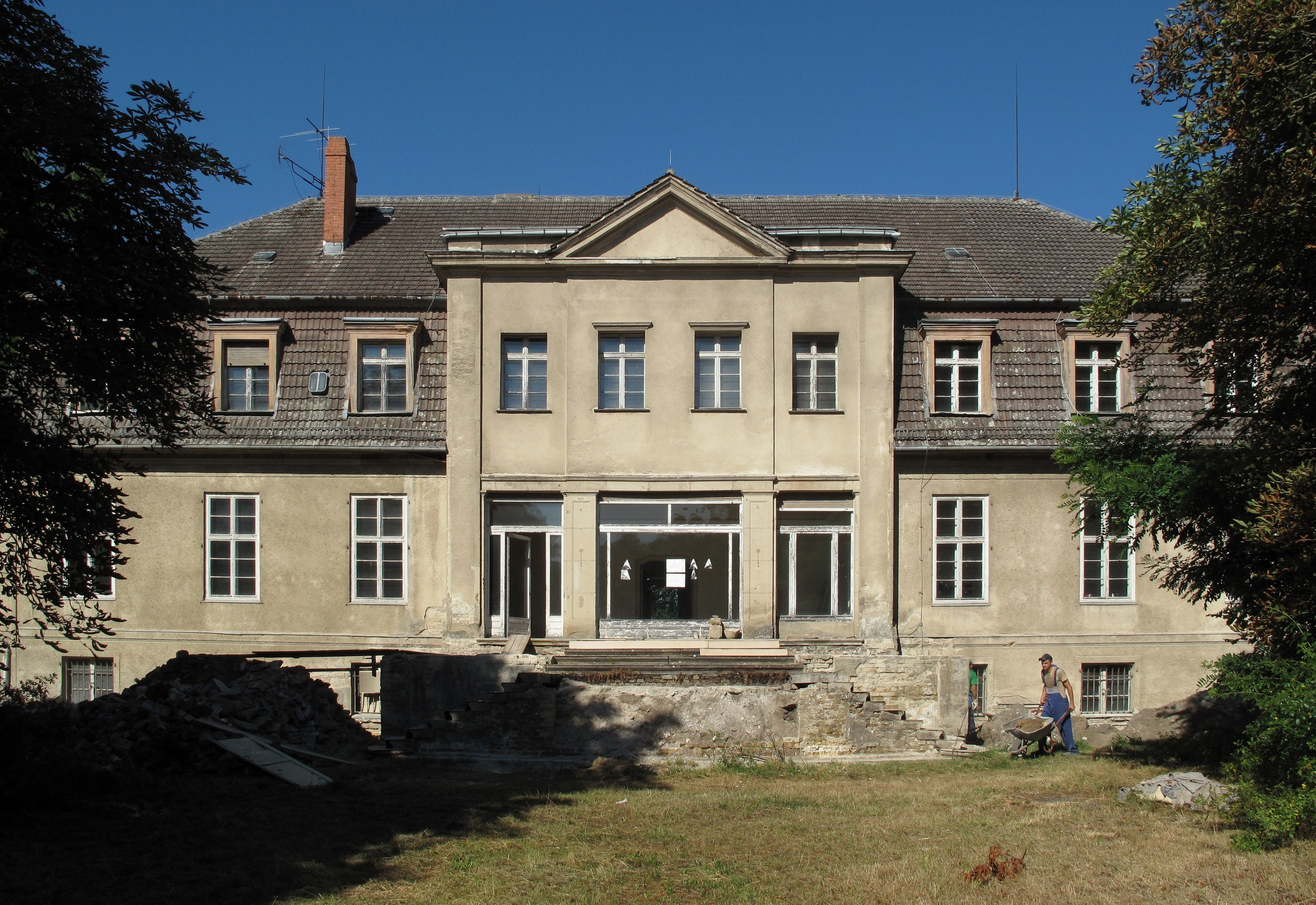
Denkmalgeschütztes Landhaus Selchow, das Mankiewitz 1913 von Alfred Breslauer bauen ließ

## Leben
Nach einer Banklehre im Mülheimer Bankhaus Gustav Hanau trat Mankiewitz 1879 in die Deutsche Bank ein und wurde dort 1891 stellvertretendes Vorstandsmitglied. Im gleichen Jahr trat er der Gesellschaft der Freunde bei. 1898 rückte Mankiewitz in den Vorstand der Deutschen Bank auf und leitete 1912 zusammen mit Oscar Wassermann deren Börsengeschäft. 1919 bis 1923 war er Vorstandsvorsitzender („Sprecher“) der Bank.
Er war involviert in die Finanzierung der rheinisch-westfälischen Schwerindustrie, u. a. als Aufsichtsrat der Phönix AG für Bergbau und Hüttenbetrieb und als Grubenvorstand der Zeche Humboldt.
Im Ersten Weltkrieg beriet er die Reichsbank bei der Finanzierung der Kriegskosten und nach Kriegsende beim Umgang mit den Reparationsforderungen.
Als Direktor der Deutschen Bank gehörte Mankiewitz zu den frühen Förderern der antibolschewistischen Liga von Eduard Stadtler, die einen nationalen Sozialismus propagierte.
Am 10. Januar 1919 organisierte Mankiewitz im Berliner Flugverbandshaus ein Treffen der ca. fünfzig bedeutendsten Vertreter des deutschen Kapitals, bei dem der sogenannte Antibolschewistenfonds der deutschen Unternehmerschaft gegründet wurde. Aus diesem mit nominal 500 Millionen Reichsmark ausgestatteten Fonds flossen seitdem große Summen in Gruppen und Projekte, die „mit welchen Mitteln auch immer antibolschewistisch wirkten“.
Paul Mankiewitz hatte mit seiner Ehefrau Hanna Tarlau, genannt Anna, (1860–1951), vier Söhne:
- Kurt Mankiewitz (Berlin 24. Mai 1891 – Los Angeles 23. Februar 1974): Studierte Ingenieurwissenschaften. Namensänderung: Mankin;
- Werner Mankiewitz (Berlin 3. April 1893 – Buenos Aires 11. November 1962): Wurde Bankier und Teilhaber bei der Privatbank J. Dreyfus & Co. Musste in den 1930er Jahren nach Argentinien emigrieren;
- Hans Otto Mankiewitz (* Berlin 14. November 1894): War Kaufmann und Direktor der Deutschen Treuhandgesellschaft für Warenverkehr. Emigrierte nach Großbritannien;
- Adolf Walther Mankiewitz (Berlin 6. August 1898 – Jeancourt 22. März 1918).

Paul Mankiewitz war jüdischen Glaubens.
Das Grab der Familie Mankiewitz befindet sich auf dem Jüdischen Friedhof in Berlin-Weißensee. Es wurde vom Bildhauer Hermann Jacobs bereits im Jahr 1913 gestaltet.
Gut Selchow mit 560 ha Fläche erbten die Söhne, bis zur Enteigenung Mitte der 1930er Jahre.